# 朴泰镐
朴泰镐（羅馬化：Bark Tae-ho；1952年7月30日—），是韩国的经济学家、首尔大学教授。曾任外交通商部通商交涉本部长、经济通商大使。